# Йелл (остров)
Йе́лл, Е́лл (англ. Yell) — остров в северной части Шетландских островов, Шотландия.

## География

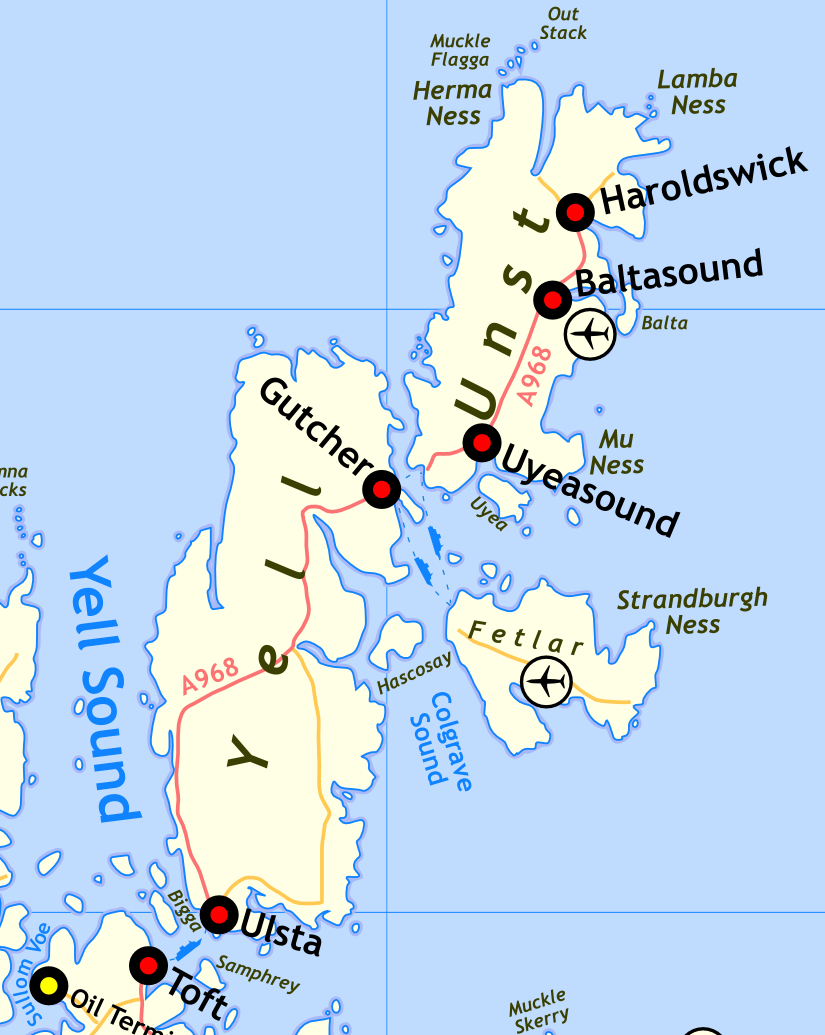
Карта острова Йелл.

Занимает площадь 212 км², что делает его вторым по величине в архипелаге и одиннадцатым в Шотландии. Омывается на юго-востоке Северным морем, на северо-западе Атлантическим океаном. По переписи населения 2001 года на острове проживает 957 жителей, при средней плотности населения 4,5 жителя на км². Это пятнадцатый по количеству населения остров Шотландии, и третий в группе Шетландских островов, после Мейнленда и Уолси. Наивысшая точка — гора Эрисдейл, 210 метров над уровнем моря.
Остров в частности и Шетландские острова в целом являются границей между северной частью Северного моря на востоке и Атлантикой на западе. Через восточную часть острова проходит 1-й меридиан западной долготы.
Йелл растянулся в меридиональном направлении на 31 километр, с максимальной шириной в 12 километров. На северо-востоке Йелл отделен узким проливом Блюмалл-Саунд от острова Анст, а на юго-западе — проливом Йелл от Мейнленда. Восточный берег острова, как правило, низкий и песчаный, западный же скалистый, возвышающийся до высоты 60—120 метров. Остров разрезают несколько бухт, образующих природные гавани. Существует также целый ряд песчаных кос, соединяющих полуострова с основной частью острова. Многие из них очень недолговечны и могут быть легко повреждены в результате эрозии, вызванной человеческой деятельностью, или суровыми штормами, создавая новые острова или возрождая старые. На острове мало возделываемых земель, но прибрежные воды богаты рыбой.

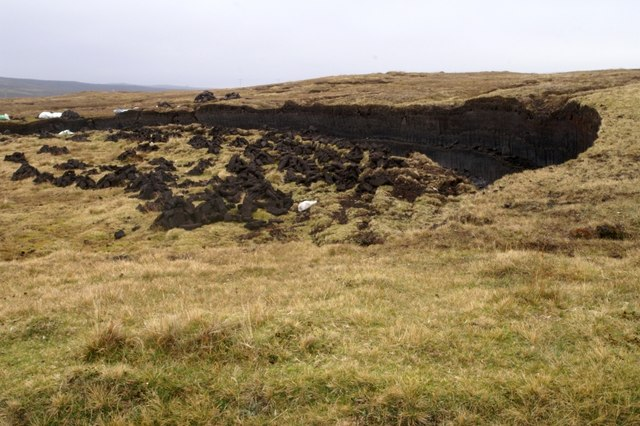
Разработки торфа.

Большая часть внутренней части острова покрыта слоем торфа толщиной в три метра, который является результатом отложений, продолжавшихся три тысячелетия. Торф способен удерживать большое количество воды, но он сильно подвержен эрозии, особенно вблизи берегов.
Остров Йелл окружён небольшими островками: Бигга, Глуп-Холм, Ери-Линги, Линга, Ламба, Литтл-Ро, Литтл-Холм, Макл-Холм, Орфасей, Остров Бразер, Саунд-Грюней, скала Эрн, Уйэя, Фиш-Холм, Хааф-Грюней, Хаскосей, Юнари и изрезан небольшими заливами, бухтами: Барра, Баста, Мид-Йелл, Оттерс.
Населённые пункты: Баста, Берраво, Гатчер, Глуп, Калливо, Копистер, Мид-Йелл, Оттерсуик, Улста, Уэст-Сэндуик, Эйуик.

## Дикая природа
На острове водится выдра, большой и короткохвостый поморник. В заказнике «Оттерсуик и Грэйвленд» под охраной Краснозобая гагара (Gavia stellata) — 27 пар, 2,9 % популяции Великобритании.

## История
Йелл был заселен со времен неолита. Несколько строений типа брох были идентифицированы и отнесены к донорвежскому периоду. Норвежское господство продолжалось с IX по XIV век, после чего остров перешёл под контроль Шотландии.

## Экономика

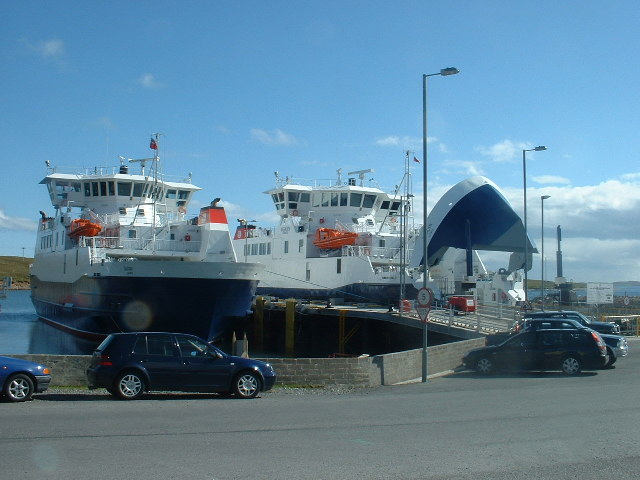
Паромная переправа в деревне Улста.

Йелл связан паромными переправами, обслуживаемыми компанией «Shetland Islands Council Ferries», с островами Анст, Мейнленд и Фетлар. В деревне Гатчер на северо-востоке острова отправляются паромы в деревню Белмонт на юго-западе острова Анст и на мыс Хамарс-Несс в северо-западной части острова Фетлар. В деревне Улста на юго-западе острова паромная переправа в деревню Тофт на севере острова Мейнленд. Работают пристани в деревнях Барраво, Калливо, Мид-Йелл.
Автодорога «A968» пересекает остров с юго-запада на северо-восток и через паромные переправы связывает с островами Анст и Мейнленд. Дорога «B9081», начинаясь в деревне Мид-Йелл вдоль восточного и южного берега острова, ведёт в деревню Улста. Дорога «B9082» связывает деревни Гатчер и Калливо. «B9083» — деревни Калливо и Глуп.
В 2021 году открылась зарядная станция для электромобилей, получающая энергию от приливного четырёхтурбинного массива Nova Innovation Shetland Tidal Array, установленного между островами Йелл и Анст.

## Политика и власть
Остров управляется советом острова Йелл, состоящим из девяти депутатов, избранных в трех округах.
Полицейский участок в Мид-Йелле обеспечивает охрану правопорядка на острове.
Пожарно-спасательная станция в деревне Улста на юге острова называется «Мид-Йелл». Двенадцать сотрудников станции имеют дело с чрезвычайными ситуациями, включая пожары и дорожно-транспортные происшествия.

## Образование
На острове работают начальные школы «Burravoe Primary School» в Барраво и «Cullivoe Primary School» в Калливо, средняя школа «Mid Yell Junior High School» в Мид-Йелле.

## Достопримечательности

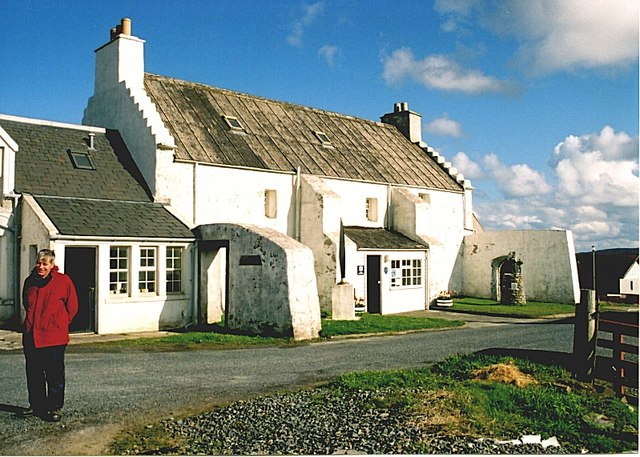
Здание музея «Олд-Хаа».

- Усадьба «Норт-Хаа» XVII века постройки. В 1971 году усадьба и окружающие её постройки включены в список архитектурных памятников категории «A»[10].
- В деревне Барраво в юго-восточной части острова работает музей местной истории «Олд-Хаа». Здание музея построено в 1672 году. В 1971 году включено в список памятников архитектуры категории «B»[11].

## Известные жители
- Пири Вилли Джонсон (1920—2007) — музыкант, гитарист[12].
- Джейк Лесли Дэвис «Topiary» — один из участников хакерских атак «Operation AntiSec» и «LulzSec»[13].
- Роберт Нисбет (1834–1917) — моряк и общественный деятель, капитан морских судов.
- Бобби Таллох (1929—1996) — учёный[14].